# Valétudo (mythologie)
Pour les articles homonymes, voir Valétudo.
Dans la mythologie romaine, Valetudo, fille d'Esculape, est la déesse de la santé et de l'hygiène. 
Valétudo est l'équivalent romain de la déesse grecque Hygie bien qu'elle fût, avec le temps, de plus en plus supplantée en cela par Salus, l'ancienne déesse italienne du bien-être social.

## Sanctuaire
En Gaule, Agrippa fait consacrer vers l'an -20 de notre ère la source sacrée de Glanum à Valétudo, déesse romaine de la santé, faisant aussi bâtir à côté un temple consacré à la déesse.